# Numerario
Il numerario è un bene assunto come unità di misura, il cui prezzo viene fissato a uno. Il prezzo di tutti gli altri beni verrà poi espresso in funzione di questo.
L'unità monetaria è il tipico numerario. Infatti in funzione di essa sono misurati tutti gli altri beni.